# 81822 Jamesearly
81822 Jamesearly è un asteroide della fascia principale. Scoperto nel 2000, presenta un'orbita caratterizzata da un semiasse maggiore pari a 2,7956488 UA e da un'eccentricità di 0,1349954, inclinata di 13,94236° rispetto all'eclittica.
L'asteroide è dedicato all'ingegnere statunitense James M. Early.